# Panasqueira

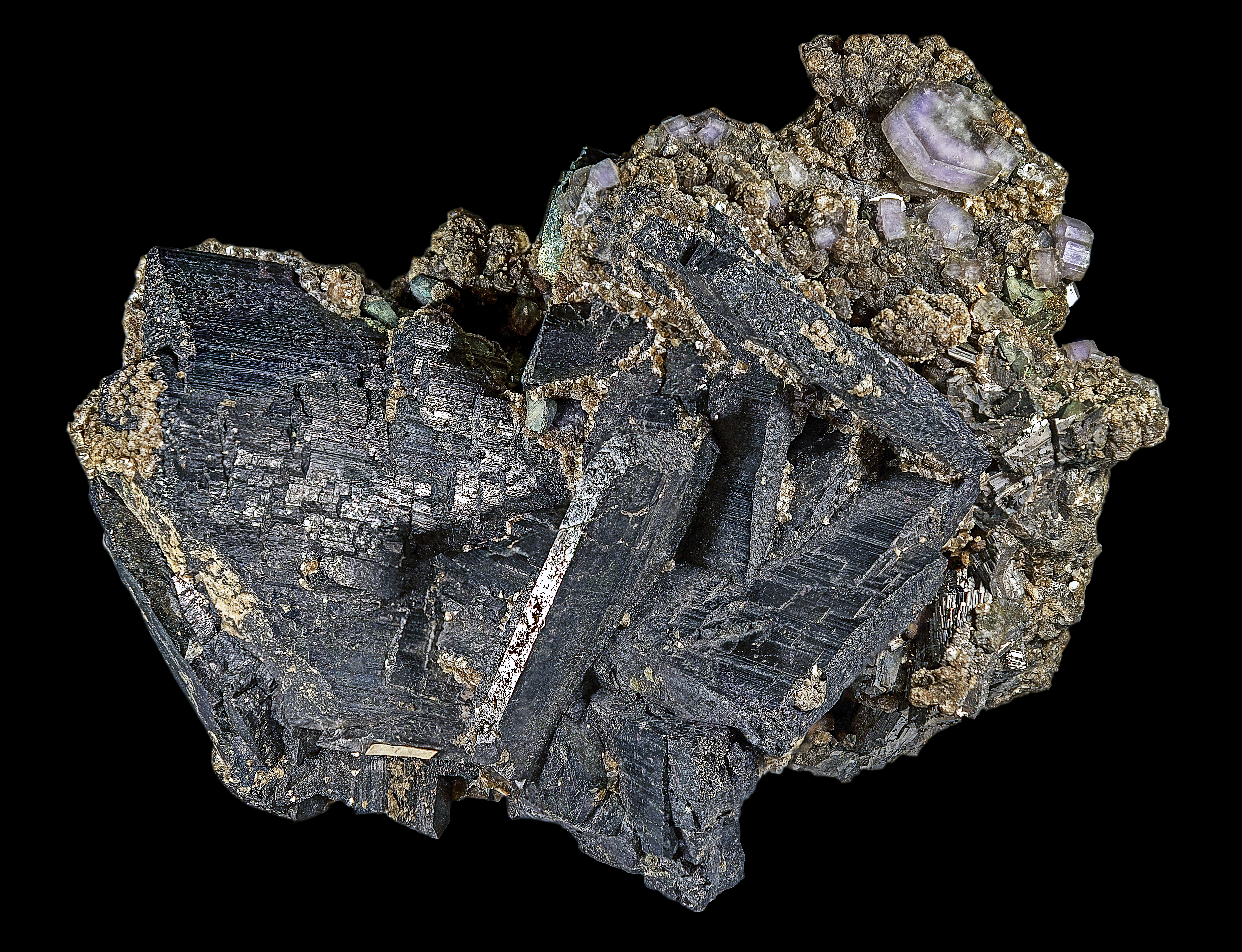
Fluorapatito con Ferberita, Minas da Panasqueira, Nivel 3, Beira Baixa, Portugal (1982).

La mina de Panasqueira es una de las mayores minas de wolframio en el mundo. Su nombre corresponde al de la  aldea de Panasqueira, una localidad de  81 habitantes (2011), que forma parte del concejo de  Covilhã, en Castelo Branco, Portugal.

## Historia
En esta región se realizaron explotaciones para obtener estaño ya en época romana. Sin embargo, la minería del wolframio, que sería pronto importante, comenzó a finales del siglo XIX, cuando Manuel dos Santos, un hombre de negocios de Barroca, una localidad cercana, comienza comprando el mineral que recogen del suelo carboneros y pastores. Posteriormente, el ingeniero Silva Pinto se asoció con Manuel dos Santos  para, en 1898, solicitar una concesión minera y adquirir terrenos en la zona, a nombre de la sociedad Almeida Silva Pinto & Comandita. Las concesiones pasaron posteriormente a Henrique Bournay, que en 1904 construyó un lavadero mecanizado. En 1911 las vendió a la sociedad inglesa The Wolfram Mining and Smelting Company Limited, que amplió notablemente las instalaciones aprovechando el incremento de la demanda ocasionado por la Primera Guerra Mundial. En esta época trabajaban en las minas unas 800 personas de forma organizada y otras mil en labores irregulares, a las que la empresa compraba el mineral. En 1928 entraron nuevos accionistas en la empresa, que cambió el nombre a Beralt Tin & Wolfram Limited. Las acciones de esta sociedad pasaron en Minorco S.A. en 1990, y en 1993 se suspendieron las labores. En 1994 las minas pasaron a la empresa Avocet Ventures, que en enero de 1995 reemprendió la actividad.

## Minerales
El bajo precio del wolframio y la competencia de otros países hacen muy difícil su explotación, pero pese a todo, esta localidad clásica desde hace ya más de 100 años ha producido y sigue produciendo ejemplares excepcionales de fluorapatito, ferberita, arsenopirita, siderita, cuarzo, así como de otras minerales: calcopirita, esfalerita, dolomita, calcita, mica, turmalina, fluorita, topacio, triplita... e incluso algunas muy raras como la panasqueiraita y la thadeuita. La principal virtud de estos minerales es, además de su calidad, el hecho que se presentan casi siempre combinados entre sí dando lugar a paragénesis que han hecho a esta mina famosa en todo el mundo.
Durante muchos años el comercio de los minerales de Panasqueira estuvo totalmente prohibido al ser considerado el wolframio material de uso estratégico en la industria. Desde hace ya varios años y coincidiendo con la modernización del país debido a su entrada en la CEE, las cosas están mucho más normalizadas, aunque también, desafortunadamente, se ha vuelto mucho más difícil conseguir ejemplares de calidad debido al tipo de sistema de extracción que se utiliza hoy en día, así como por el progresivo empobrecimiento de los filones principales. 

## Galería

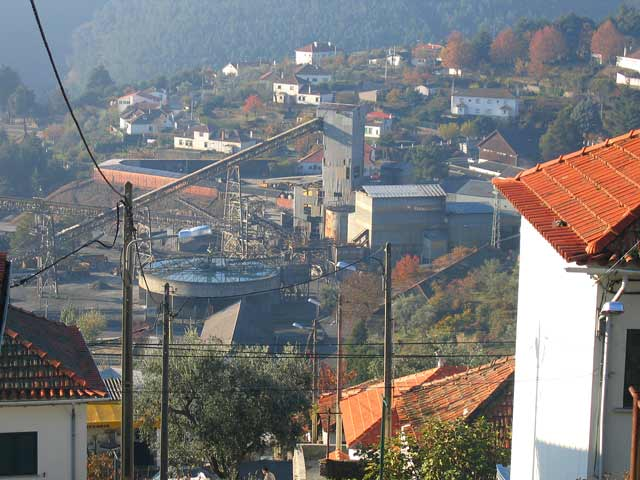
Mina de Panasqueira
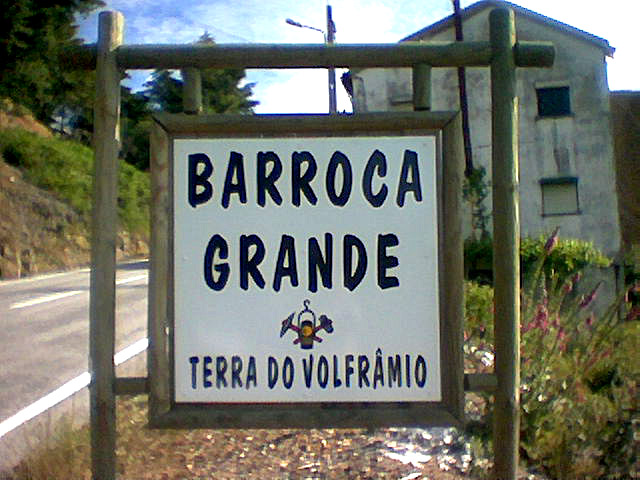
Mina de Panasqueira - Barroca Grande
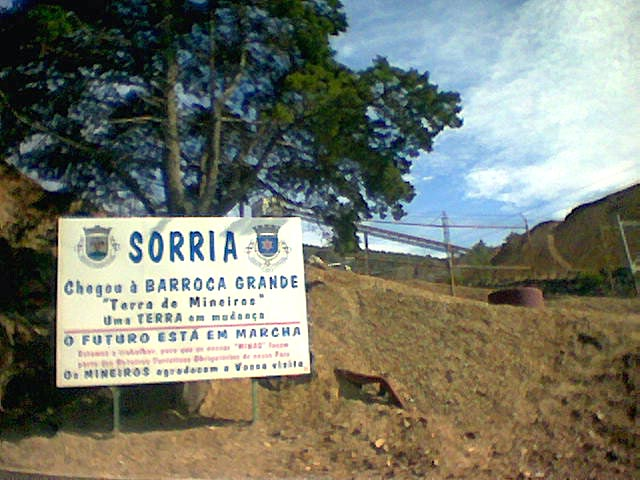
Mina de Panasqueira - Sorria
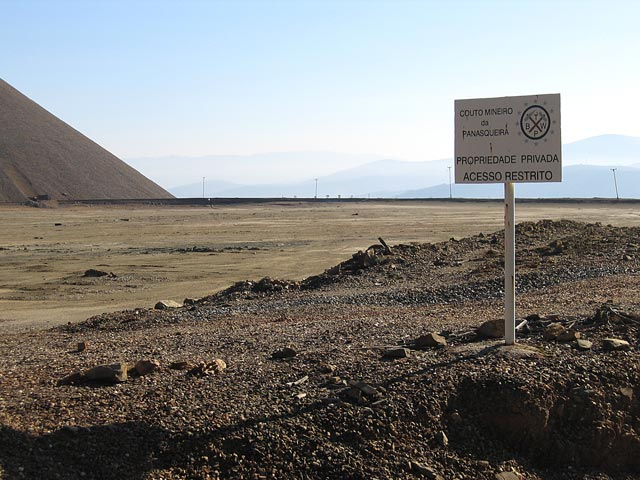
Mina de Panasqueira